# أنطونيو سانسيك
أنطونيو سانسيك (بالكرواتية: Antonio Šančić)‏ مواليد 23 نوفمبر 1988، هو لاعب كرة مضرب كرواتي ويحتل حالياً المرتبة رقم. 819 (فبراير 2016) في تصنيف رابطة محترفي كرة المضرب. أعلى تصنيف له في الفردي كان المركز الـ 362 في سنة 2009. أعلى تصنيف له في الزوجي كان 93.

## روابط خارجية
- أنطونيو سانسيك على موقع رابطة محترفي التنس (الإنجليزية)
- أنطونيو سانسيك على موقع الاتحاد الدولي لكرة المضرب (الإنجليزية)
- أنطونيو سانسيك على موقع خلاصة التنس.كوم (الإنجليزية)